# Maskarenen-Purpurhuhn
Das Maskarenen-Purpurhuhn oder Réunionpurpurhuhn (Porphyrio caerulescens, Syn.: Porphyrio coerulescens) ist eine ausgestorbene Rallenart von der Maskarenen-Insel Réunion. Es handelt sich um eine hypothetische Art, das heißt, es existieren keine physischen Belege. Jedoch liegen mindestens vier unabhängige Berichte über diesen Vogel vor, den die Seefahrer als Oiseau Bleu („blauer Vogel“) bezeichneten, darunter von Sieur Dubois (1674), Jean Feuilley (1704), Jean-Baptiste de Villers (1708) sowie Jean-Baptiste Le Gentil de la Barbinais (1717, ergänzt durch den Jesuitenpater Brown im Jahr 1773).

## Merkmale und Lebensweise
Sowohl Storrs L. Olson (1977) als auch Cécile Mourer-Chauviré (1999) hegten keinen Zweifel daran, dass dieser Vogel ein Verwandter der Purpurhühner ist. Er hat Merkmale, die normalerweise mit einer reduzierten Flugfähigkeit in Verbindung gebracht werden. Diese Rallenart scheint auf die Berge beschränkt gewesen zu sein, insbesondere auf eine montane, sumpfige Hochebene, die Plaine des Cafres. Aus den Berichten geht hervor, dass das Maskarenen-Purpurhuhn als gutes Jagdwild galt und, obwohl es fliegen konnte, leicht zu fangen und mit Stöcken zu töten war. Sieur Dubois gab 1674 die erste Beschreibung über diese Art, die er Oyseau bleu („blauer Vogel“) benannte:
„Blaue Vögel, so groß wie Solitaires. Ihr Gefieder ist ganz blau, der Schnabel und die Füße, die Hühnerfüßen ähneln, sind rot. Sie fliegen nicht, aber sie laufen extrem schnell, so dass ein Hund Schwierigkeiten hat, sie bei einer Verfolgungsjagd zu fangen. Sie sind sehr gut [zu essen].“
Jean Feuilley schrieb 1704 (veröffentlicht 1705):
„Die blauen Vögel leben in den Ebenen auf den Bergen, und besonders auf der Plaine des Cafres. Sie haben die Größe eines großen Kapauns und sind von blauer Farbe. Diejenigen, die alt sind, sind als Essen wertlos, weil sie so zäh sind, aber wenn sie jung sind, sind sie ausgezeichnet. Die Jagd auf sie ist nicht schwierig, weil man sie mit Stöcken oder Steinen erlegt.“
De Villers, der von 1701 bis 1710 auf Réunion verbrachte, erwähnte die einzigen Details über das Nest:
„Man sieht dort [auf der Plaine des Cafres] eine große Anzahl von blauen Vögeln, die zwischen Gräsern und Wasserfarnen nisten.“
Le Gentil bezeichnete sie 1717 (veröffentlicht 1727, ergänzt durch Pére Brown im Jahr 1773) als ringeltaubenähnlich:
„Im Osten der Insel gibt es ein kleines Plateau auf einem hohen Berg, die Plaine des Cafres, wo man einen großen blauen Vogel findet, dessen Farbe sehr auffällig ist. Er ähnelt einer Ringeltaube. Er fliegt nur selten und immer nur knapp über dem Boden, aber er läuft mit erstaunlicher Geschwindigkeit. Die Einwohner haben ihn nie anders genannt als blauer Vogel. Sein Fleisch ist recht gut und hält sich gut.“
Über die Größe des Maskarenen-Purpurhuhns herrscht Uneinigkeit in den alten Berichten. Dubois gab an, dass „sie groß wie ein Solitaires“ und Feuilley, dass „sie so groß wie ein Kapaun seien“. Der Réunion-Solitär (eigentlich ein Ibis) wäre nicht größer als 65 cm gewesen, was der Körperlänge des nahe verwandten Heiligen Ibis entspricht. Auch das Bankivahuhn (Gallus gallus), die Stammform der domestizierten Hühner, erreicht eine Körperlänge von mindestens 65 cm, so dass es keine wirkliche Größendiskrepanz in den Berichten gibt. Philippe Milon schrieb 1951, dass das Maskarenen-Purpurhuhn etwa so groß wie die Südinseltakahe wäre.

## Aussterben
Der Vogel war wahrscheinlich gegen 1710 verschwunden, vor allem durch Überjagung. Aber auch die Einschleppung von Ratten im Jahr 1676 sowie die Nachstellung durch Katzen stellte eine erhebliche Bedrohung für die Küken und die Eier dar.